# Dmitri Nikolaïevitch Anoutchine
Dmitri Nikolaïevitch Anoutchine (en russe : Дмитрий Николаевич Анучин) est un anthropologue, ethnographe, archéologue et géographe russe, né le 27 août 1843 à Saint-Pétersbourg et mort le 4 juin 1923 à Moscou.
Un cratère lunaire et l'institut d'anthropologie de l'Université d'État de Moscou portent son nom.
Il est enterré au cimetière Vagankovo de Moscou.